# Martín Demichelis
Martín Gastón Demichelis (Justiniano Posse, 20 de dezembro de 1980) é um treinador e ex-futebolista argentino que atuava como zagueiro ou volante. Atualmente está sem clube.
Como jogador, passou grande parte de sua trajetória no Bayern de Munique, onde conquistou um total de 11 títulos. Além do sucesso na Alemanha, teve passagens significativas por clubes como River Plate (Argentina), Málaga e Espanyol (Espanha), e Manchester City (Inglaterra).
Com mais de 50 partidas pela Seleção Argentina, Demichelis disputou duas Copas do Mundo — incluindo a histórica campanha em 2014, onde a Albiceleste terminou como vice-campeã. Também fez parte da equipe que ficou com o segundo lugar na Copa América de 2015.

## Carreira como jogador

### River Plate
Nascido em Justiniano Posse, província de Córdoba, Martín Demichelis deu seus primeiros passos no futebol em 2001, no River Plate, após ter ingressado nas categorias de base do clube três anos antes. Sua estreia no time principal — e na primeira divisão — aconteceu em 2 de setembro de 2001, em uma partida contra o Estudiantes de La Plata, tendo saído do banco de reservas.
Em 28 de abril de 2002, durante uma partida contra o Racing, o goleiro do River, Ángel Comizzo, foi expulso aos 44 minutos do segundo tempo; com isso, coube a Demichelis a missão de assumir o gol. Já nos acréscimos, o jogador viu uma cobrança de falta explodir na barreira e sobrar para Nelson Cuevas, que aproveitou o contra-ataque e fez o único gol da partida, garantindo a vitória e o título do Clausura para o River Plate.

### Bayern de Munique
Demichelis foi contratado pelo Bayern de Munique em julho de 2003, por 4,5 milhões de euros. Sua primeira temporada na Bundesliga não foi positiva, pois sofreu com lesões leves e acabou atuando em apenas 14 partidas da liga (21 no total), enquanto os bávaros terminaram em segundo lugar. O volante realizou sua única partida com o time reserva no início de 2004, atuando contra o Stuttgarter Kickers.
Sob o comando do treinador Felix Magath, Demichelis tornou-se titular regular do Bayern, atuando em 75 partidas oficiais nas duas temporadas seguintes, enquanto a equipe conquistava dois títulos duplos consecutivos, alcançando um total de quatro durante sua passagem.
A partir da temporada 2007–08, o então novo técnico do Bayern, Ottmar Hitzfeld, conseguiu recuar Demichelis com sucesso para a posição de zagueiro. Já na temporada seguinte, o argentino marcou quatro gols em 29 jogos na Bundesliga, sua melhor marca na carreira, mas o título foi perdido para o Wolfsburg. Posteriormente o jogador entrou em conflito com o novo treinador Louis van Gaal, começando logo após o primeiro dia de jogo, quando foi deixado de fora do time titular na partida de abertura da temporada 2010–11 contra o Wolfsburg. Com isso, Demichelis solicitou que van Gaal o afastasse completamente do elenco, o que o treinador fez. Em seguida, o jogador declarou à imprensa que seria provável que ele e o clube seguissem caminhos separados.
Em 29 de outubro de 2010, aproveitando uma sequência de lesões no elenco, Demichelis fez uma de suas últimas aparições pelo Bayern, marcando um gol de cabeça na vitória em casa por 4–2 contra o Freiburg.

### Málaga e Atlético Madrid

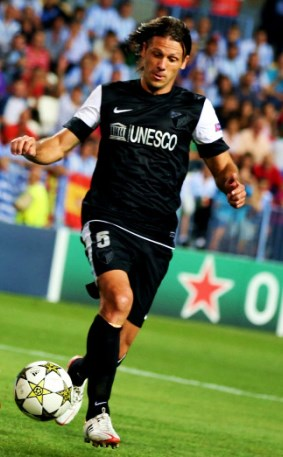
Demichelis atuando pelo Málaga em 2014

No final de dezembro de 2010, Demichelis assinou com o espanhol Málaga, inicialmente até o final da temporada 2010–11, com opção de extensão do contrato por mais duas temporadas. O argentino reencontrou Manuel Pellegrini, que havia sido seu treinador no River Plate. O defensor estreou na La Liga em 8 de janeiro de 2011, marcando um gol no empate em casa por 1–1 contra o Athletic Bilbao.
Durante seus primeiros quatro meses no Málaga, Demichelis foi expulso duas vezes, mas também começou como titular em todas as partidas em que estava disponível, sendo essencial — assim como Júlio Baptista, outro contratado em janeiro — para que o clube evitasse o rebaixamento. Em 22 de agosto de 2012, marcou o primeiro gol do clube na história da Liga dos Campeões da UEFA, abrindo o placar na vitória em casa por 2–0 contra o Panathinaikos (também o placar agregado).
Após o fim de seu contrato com o Málaga, o argentino foi anunciado pelo Atlético de Madrid no dia 11 de julho de 2013, assinando contrato de um ano. Como ficou sem atuar na equipe comandada por Diego Simeone, em dezembro entrou com uma ação legal contra o clube cobrando 400 mil euros pelo não pagamento de salários e bônus.

### Manchester City
Foi anunciado como reforço do Manchester City no dia 1 de setembro de 2013, reencontrando Manuel Pellegrini mais uma vez. O zagueiro assinou um contrato de dois anos no valor relatado de 4,2 milhões de libras.
Estreou pelo novo clube no dia 27 de outubro, começando como titular em uma derrota por 2–1 para o Chelsea, pela Premier League, após se recuperar de uma lesão no joelho. Em 18 de fevereiro do ano seguinte, foi expulso contra o Barcelona na derrota por 2–0 em casa, em jogo válido pelas oitavas de final da Liga dos Campeões. O jogador teve péssima atuação na partida, cometendo um pênalti que Lionel Messi marcou e abriu o placar.
Apesar do início conturbado no no clube inglês, Pellegrini manteve a confiança no argentino. Em 15 de março de 2014, após o belga Vincent Kompany — então capitão do time — ser expulso, Demichelis foi fundamental na vitória por 2–0 sobre o Hull City. No fim de semana seguinte, marcou seu primeiro gol, contribuindo para a goleada por 5–0 sobre o Fulham em casa. Sua boa fase nos últimos dois meses da temporada ajudou sua equipe a conquistar o título da liga e também o ajudou a retornar à Seleção Argentina.
Em 12 de março de 2015, Demichelis renovou seu contrato até junho do ano seguinte. Um ano depois, no entanto, foi acusado pela Asociación del Fútbol Argentino (AFA) de 12 violações de suas regras contra apostas em partidas e aceitou a acusação. O jogador foi multado em 22 mil libras pela violação.
No dia 10 de junho de 2016, foi liberado pelo Manchester City e deixou o clube.

### Retorno à Espanha
Em 10 de agosto de 2016, aos quase 36 anos, Demichelis assinou um contrato de um ano com o Espanyol, na primeira divisão da Espanha. Porém, em 10 de janeiro de 2017, após apenas duas aparições, acabou sendo liberado.
Uma semana após deixar o Espanyol, Demichelis acertou seu retornou ao Estádio La Rosaleda, assinando um contrato de cinco meses com o Málaga. No dia 15 de maio, o jogador anunciou oficialmente sua aposentadoria.

## Seleção Nacional

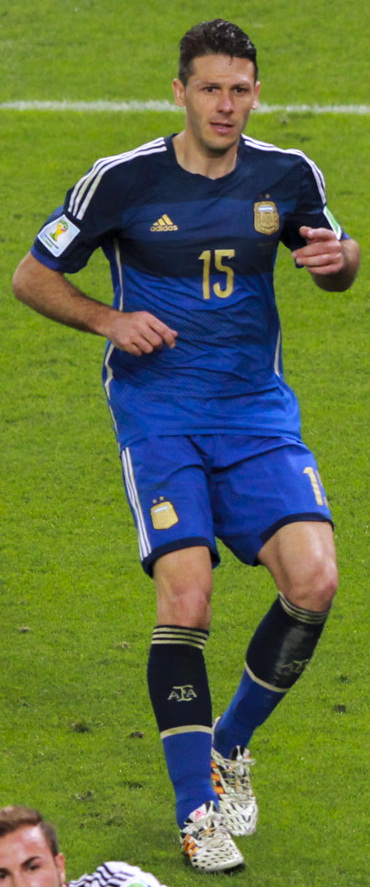
Demichelis pela Seleção Argentina em 2014

Foi convocado pela primeira vez para a Seleção Argentina em 2005, sendo chamado para a Copa das Confederações realizada na Alemanha, onde não foi utilizado pela equipe vice-campeã. O jogador estreou sob o comando de José Pékerman no dia 12 de novembro, atuando como volante em uma derrota por 3–2 para a Inglaterra, num amistoso realizado no Estádio de Genebra, na Suíça. Preterido um ano depois, não foi convocado para a Copa do Mundo FIFA de 2006.
Demichelis marcou seu primeiro gol internacional no dia 11 de setembro de 2007, contra a Austrália, balançando as redes de cabeça e marcando o único gol em um amistoso realizado no Melbourne Cricket Ground. O zagueiro sofreu uma lesão facial durante uma partida amistosa contra a Alemanha em 3 de março de 2010, ficando fora por três semanas, mas posteriormente foi convocado para a Copa do Mundo daquele ano, realizada na África do Sul. Sob o comando de Diego Maradona, formou dupla de zaga com Nicolás Burdisso e atuou em todas as partidas da Argentina no torneio, mas não conseguiu impedir a eliminação nas quartas de final. Demichelis marcou um gol na competição, o primeiro da vitória por 2–0 contra a Grécia, pela fase de grupos.
O jogador perdeu seu lugar na Seleção em novembro de 2011, após uma partida das Eliminatórias da Copa do Mundo contra a Bolívia. Passaram-se dois anos e meio até que ele fosse incluído na lista provisória de 30 jogadores de Alejandro Sabella para a Copa do Mundo FIFA de 2014, sendo confirmado na lista final. No banco de reservas nos quatro primeiros jogos da equipe, Demichelis fez sua estreia no torneio na vitória por 1–0 nas quartas de final contra a Bélgica, na qual jogou os 90 minutos completos, substituindo Federico Fernández. O zagueiro continuou como titular nas semifinais, quando sua equipe eliminou a Holanda em uma disputa por pênaltis após um empate em 0–0, e também na final contra a Alemanha, na qual a Argentina acabou como vice-campeã após perder por 1–0 na prorrogação.
Chamado para a Copa América de 2015, realizada no Chile, fez sua estreia na partida final da fase de grupos — atuou como titular na vitória por 1–0 sobre a Jamaica, substituindo Nicolás Otamendi. Em seguida, jogou a semifinal contra o Paraguai e a final contra os anfitriões, ao lado de Otamendi e substituindo Ezequiel Garay, que estava doente. Após o empate em 0–0 no tempo normal, os argentinos perderam por 4–1 nos pênaltis.

## Carreira como treinador
Em maio de 2017, imediatamente após se aposentar, Martín Demichelis permaneceu no Málaga como auxiliar técnico de Míchel, substituindo Weligton, que havia retornado ao Brasil por conta de uma lesão. O argentino continuou trabalhando após a demissão do treinador principal em janeiro, mas teve menos envolvimento sob o comando de seu sucessor José González.
Demichelis retornou ao Bayern de Munique em junho de 2019, agora para treinar a equipe Sub-19. Em 2 de abril de 2021, foi anunciado que ele e Danny Schwarz substituiriam Holger Seitz como treinadores do Bayern de Munique II. Seu primeiro jogo como treinador de uma equipe principal foi em 17 de julho, na vitória por 3–0 contra o Augsburg II, pela 1ª rodada da Regionalliga Bayern.

### River Plate
Em outubro de 2022, obteve a licença de treinador UEFA Pro após concluir o curso anual organizado pela Federação Italiana de Futebol. Em 16 de novembro do mesmo ano, retornou ao River Plate como novo treinador principal do clube, assinando um contrato até dezembro de 2025. Demichelis deixou o cargo em julho de 2024, após comandar a equipe em 86 partidas. No total foram 51 vitórias, 18 empates e 17 derrotas.

### Monterrey
Foi anunciado como novo treinador do Monterrey no dia 12 de agosto de 2024. Em maio de 2025, após ser eliminado pelo Toluca nas quartas de finais da Liga MX, o clube mexicano anunciou a demissão do treinador. Demichelis comandou os Rayados por 20 jogos e somou 12 vitórias, três empates e cinco derrotas.

## Estatísticas como jogador

### Clubes
| Clube                | Temporada         | Liga                 | Liga  | Liga | Copa nacional | Copa nacional | Copa da Liga | Copa da Liga | Continental | Continental | Outros | Outros | Total | Total |
| Clube                | Temporada         | Competição           | Jogos | Gols | Jogos         | Gols          | Jogos        | Gols         | Jogos       | Gols        | Jogos  | Gols   | Jogos | Gols  |
| -------------------- | ----------------- | -------------------- | ----- | ---- | ------------- | ------------- | ------------ | ------------ | ----------- | ----------- | ------ | ------ | ----- | ----- |
| River Plate          | 2001–02           | Campeonato Argentino | 17    | 0    | –             | –             | –            | –            | 7           | 1           | –      | –      | 24    | 1     |
| River Plate          | 2002–03           | Campeonato Argentino | 35    | 1    | –             | –             | –            | –            | 11          | 1           | –      | –      | 46    | 2     |
| River Plate          | Total             | Total                | 52    | 1    | –             | –             | –            | –            | 18          | 2           | –      | –      | 70    | 3     |
| Bayern de Munique II | 2003–04           | Regionalliga         | 1     | 0    | –             | –             | –            | –            | –           | –           | –      | –      | 1     | 0     |
| Bayern de Munique    | 2003–04           | Bundesliga           | 14    | 2    | 2             | 0             | 0            | 0            | 5           | 0           | –      | –      | 21    | 2     |
| Bayern de Munique    | 2004–05           | Bundesliga           | 23    | 0    | 5             | 0             | 2            | 0            | 5           | 0           | –      | –      | 35    | 0     |
| Bayern de Munique    | 2005–06           | Bundesliga           | 27    | 1    | 4             | 0             | 1            | 0            | 8           | 2           | –      | –      | 40    | 3     |
| Bayern de Munique    | 2006–07           | Bundesliga           | 26    | 3    | 2             | 0             | 1            | 0            | 6           | 0           | –      | –      | 35    | 3     |
| Bayern de Munique    | 2007–08           | Bundesliga           | 28    | 1    | 4             | 0             | 2            | 0            | 10          | 0           | –      | –      | 44    | 1     |
| Bayern de Munique    | 2008–09           | Bundesliga           | 29    | 4    | 3             | 0             | –            | –            | 8           | 0           | –      | –      | 40    | 4     |
| Bayern de Munique    | 2009–10           | Bundesliga           | 21    | 1    | 4             | 0             | –            | –            | 9           | 0           | –      | –      | 34    | 1     |
| Bayern de Munique    | 2010–11           | Bundesliga           | 6     | 1    | 1             | 0             | –            | –            | 2           | 0           | 1      | 0      | 10    | 1     |
| Bayern de Munique    | Total             | Total                | 174   | 13   | 25            | 0             | 6            | 0            | 53          | 2           | 1      | 0      | 259   | 15    |
| Málaga               | 2010–11           | La Liga              | 18    | 1    | 1             | 0             | –            | –            | –           | –           | –      | –      | 19    | 1     |
| Málaga               | 2011–12           | La Liga              | 35    | 2    | 4             | 1             | –            | –            | –           | –           | –      | –      | 39    | 3     |
| Málaga               | 2012–13           | La Liga              | 31    | 4    | 3             | 0             | –            | –            | 11          | 1           | –      | –      | 45    | 5     |
| Málaga               | Total             | Total                | 84    | 7    | 8             | 1             | –            | –            | 11          | 1           | –      | –      | 103   | 9     |
| Manchester City      | 2013–14           | Premier League       | 27    | 2    | 2             | 0             | 2            | 0            | 4           | 0           | –      | –      | 35    | 2     |
| Manchester City      | 2014–15           | Premier League       | 31    | 1    | 0             | 0             | 2            | 0            | 7           | 0           | –      | –      | 40    | 1     |
| Manchester City      | 2015–16           | Premier League       | 20    | 0    | 2             | 0             | 5            | 0            | 4           | 1           | –      | –      | 31    | 1     |
| Manchester City      | Total             | Total                | 78    | 3    | 4             | 0             | 9            | 0            | 15          | 1           | –      | –      | 106   | 4     |
| Espanyol             | 2016–17           | La Liga              | 2     | 0    | 0             | 0             | –            | –            | –           | –           | –      | –      | 2     | 0     |
| Málaga               | 2016–17           | La Liga              | 10    | 0    | 0             | 0             | –            | –            | –           | –           | –      | –      | 10    | 0     |
| Total na carreira    | Total na carreira | Total na carreira    | 401   | 24   | 37            | 1             | 15           | 0            | 97          | 6           | 1      | 0      | 551   | 31    |

### Seleção Argentina
| Ano   | Jogos | Gols |
| ----- | ----- | ---- |
| 2005  | 2     | 0    |
| 2006  | 1     | 0    |
| 2007  | 5     | 1    |
| 2008  | 9     | 0    |
| 2009  | 7     | 0    |
| 2010  | 9     | 1    |
| 2011  | 4     | 0    |
| 2014  | 7     | 0    |
| 2015  | 5     | 0    |
| 2016  | 2     | 0    |
| Total | 51    | 2    |

| No. | Data                   | Local                                          | Adversário | Placar | Resultado | Competição                 | Ref. |
| --- | ---------------------- | ---------------------------------------------- | ---------- | ------ | --------- | -------------------------- | ---- |
| 1   | 11 de setembro de 2007 | MCG, Melbourne, Australia                      | Austrália  | 1–0    | 1–0       | Amistoso                   |      |
| 2   | 22 de junho de 2010    | Estádio Peter Mokaba, Polokwane, África do Sul | Grécia     | 1–0    | 2–0       | Copa do Mundo FIFA de 2010 |      |

## Estatísticas como treinador
| Time                 | Início                 | Até                    | Estatísticas | Estatísticas | Estatísticas | Estatísticas | Estatísticas | Estatísticas | Estatísticas | Estatísticas | Ref. |
| Time                 | Início                 | Até                    | J            | V            | E            | D            | GM           | GS           | SG           | Vit %        | Ref. |
| -------------------- | ---------------------- | ---------------------- | ------------ | ------------ | ------------ | ------------ | ------------ | ------------ | ------------ | ------------ | ---- |
| Bayern de Munique II | 4 de abril de 2021     | 13 de novembro de 2022 | 65           | 34           | 16           | 15           | 160          | 97           | +63          | 52.31        |      |
| River Plate          | 17 de novembro de 2022 | 28 de julho de 2024    | 28           | 20           | 3            | 5            | 54           | 26           | +28          | 71.43        |      |
| Total                | Total                  | Total                  | 93           | 54           | 19           | 20           | 214          | 123          | +91          | 58.06        |      |

## Títulos

### Como jogador
River Plate
- Campeonato Argentino: 2002 e 2003 (Clausura)

Bayern de Munique
- Copa da Liga Alemã: 2004 e 2007
- Bundesliga: 2004–05, 2005–06, 2007–08 e 2009–10
- Copa da Alemanha: 2004–05, 2005–06, 2007–08 e 2009–10
- Supercopa da Alemanha: 2010

Manchester City
- Premier League: 2013–14
- Copa da Liga Inglesa: 2013–14 e 2015–16

### Como treinador
River Plate
- Campeonato Argentino: 2023
- Trofeo de Campeones: 2023
- Supercopa Argentina: 2023